# Thomas Singer (Skirennfahrer)
Thomas Singer (* 21. Februar 1989) ist ein ehemaliger Schweizer Skirennfahrer. Er gewann eine Abfahrt im Europacup.

## Biografie
Singer besuchte das Sport-Gymnasium in Davos, das er 2009 mit der Matura abschloss. Seine ersten FIS-Rennen bestritt er im Dezember 2004. Zunächst erzielte er seine besten Resultate im Slalom und im Riesenslalom und stand im November 2007 erstmals auf dem Siegerpodest. Im Februar 2008 nahm er an den Juniorenweltmeisterschaften in Formigal teil. Singer startete nur im Slalom, schied aber im ersten Durchgang aus. In den schnellen Disziplinen Abfahrt und Super-G gelangen ihm zunehmend bessere Resultate, und am 19. Dezember 2008 feierte er in der Super-Kombination von Davos seinen ersten Sieg in einem FIS-Rennen. Einen Monat später wurde er Schweizer Juniorenmeister in der Super-Kombination und im Super-G. In der Allgemeinen Klasse erreichte er bei den Schweizer Meisterschaften 2009 zwei vierte Plätze in diesen Disziplinen.
Ab März 2009 startete Singer im Europacup. Nachdem er in den ersten Rennen noch nicht unter die besten 30 gefahren war, holte er am 7. Januar 2010 seine ersten Europacuppunkte, als er überraschend die Abfahrt am Lauberhorn in Wengen gewann. Wenige Tage später war die Saison 2009/10 für den damals 20-jährigen Schweizer jedoch beendet: Im Training zur Europacupabfahrt am Patscherkofel erlitt er einen Kreuzbandriss im rechten Knie. In der Saison 2010/11 fuhr Singer in zwei Europacuprennen unter die schnellsten zehn und erreichte bei den Schweizer Meisterschaften zwei dritte Plätze in Abfahrt und Super-G. Im Juni 2011 gab Singer seinen Rücktritt vom aktiven Skirennsport bekannt.

## Erfolge

### Europacup
- 1 Sieg:

| Datum          | Ort    | Land    | Disziplin |
| -------------- | ------ | ------- | --------- |
| 7. Januar 2010 | Wengen | Schweiz | Abfahrt   |

### Weitere Erfolge
- Schweizer Juniorenmeister in der Super-Kombination 2009
- 3 Siege in FIS-Rennen